# 다카이 가즈마
다카이 가즈마(일본어: 高井 和馬, 1994년 8월 5일~)는 일본의 축구 선수이다.

## 구단 경력
그는 2017년 J2리그의 더스파구사쓰 군마에 입단했다. 2018년 도쿄 베르디로 이적했다. 2018년 7월 레노파 야마구치 FC로 이적했다. 2021년까지 134경기에 출전하여, 27득점을 넣었다. 2022년 미토 홀리호크로 이적했다. 7월 레노파 야마구치 FC로 복귀했다. 2023년 J1리그의 요코하마 FC로 이적했다. 2024년 J3리그의 마쓰모토 야마가 FC로 이적했다.